# Großsteingrab Smidstrup Mark
Das Großsteingrab Smidstrup Mark war eine megalithische Grabanlage der jungsteinzeitlichen Nordgruppe der Trichterbecherkultur im Kirchspiel Blistrup in der dänischen Kommune Gribskov. Es wurde im 19. Jahrhundert zerstört.

## Lage
Das Grab lag in der Nähe von Smidstrup; der exakte Standort ist nicht überliefert.

## Forschungsgeschichte
Aus dem Grab wurden 1859 Funde geborgen. Irgendwann danach wurde es vollständig abgetragen.

## Beschreibung

### Architektur
Die Anlage besaß eine Hügelschüttung unbekannter Form und Größe. Diese enthielt eine Grabkammer, die als Ganggrab anzusprechen ist. Sie hatte eine Länge von etwa 5 m und eine Breite von etwa 2 m. An der südöstlichen Langseite befand sich der Zugang zur Kammer.

### Funde
In dem Grab wurden zwei menschliche Skelette und ein unverziertes Keramikgefäß gefunden.